# الحاق (المحفد)

تعديل مصدري - تعديل

الحاق هي إحدى قرى عزلة المحفد بمديرية المحفد التابعة لمحافظة أبين، بلغ تعداد سكانها 910 نسمة حسب تعداد اليمن لعام 2004.